# Йозіас (князь Вальдек-Пірмонтський)
Йозіас Георг Вільгельм Адольф, спадковий принц Вальдек-Пірмонтський (нім. Josias Georg Wilhelm Adolf Erbprinz zu Waldeck und Pyrmont), з 1946 року Йозіас, князь Вальдек-Пірмонтський (нім. Josias Fürst zu Waldeck und Pyrmont) (13 травня 1896 року, Арользен, князівство Вальдек-Пірмонт, Німецька імперія — 30 листопада 1967 замок Шаумбург, Гессен, ФРН) — спадковий принц Вальдек-Пірмонт, один з вищих офіцерів СС (6 жовтня 1938 — 8 травня 1945), вищий керівник СС і поліції «Фульда-Верра» (Кассель), командувач оберабшніта СС «Фульда-Верра» (1 січня 1937 — 8 травня 1945 року), голова дому Вальдек-Пірмонт (26 травня 1946 — 30 листопада 1967), обергрупенфюрер СС (30 січня 1936) генерал поліції (8 квітня 1941), генерал військ СС (1 липня 1944).

## Біографія
Син імперського князя Фрідріха Адольфа Германа Вальдек-Пірмонтського і принцеси Батільди Шаумбург-Ліппської. Доводився племінником королю Вюртемберга Вільгельму II і королеві-консорт Нідерландів Еммі Вальдек-Пірмонтській. Був також кузеном королеви Нідерландів Вільгельміни і Карла Едуарда, герцога Саксен-Кобург-Готського.
Отримав військову освіту. Добровольцем бився на фронтах Першої світової війни, був неодноразово поранений (в тому числі отримав важке поранення в голову). За бойові заслуги нагороджений Залізним хрестом 1-го і 2-го класу.
У листопаді 1918 року в числі інших представників німецьких можновладних будинків звільнений з армії. В результаті Листопадової революції 1918 року його сім'я втратила володіння, оскільки Вальдек-Пірмонт став Вільною державою в складі нової Веймарської республіки.
У 1919 році, вже будучи офіцером, брав участь в боях з комуністами у Верхній Сілезії в складі частин добровольчого корпусу. Потім 2 роки працював в сільському господарстві, 2 роки навчався сільськогосподарських наук і юриспруденції, потім 1,5 року працював в промисловості.
25 серпня 1922 одружився з герцогинею Альтбургою Ольденбурзькою — молодшою дочкою великого герцога Фрідріха Августа II Ольденбурзького.
З 1923 до 1927 року перебував в Молодогерманському ордені (нім. Jungdeutsche Orden), а потім — в «сталевому шоломі». 1 листопада 1929 року вступив у НСДАП (партквиток № 160 025). 2 березня 1930 року в Мюнхені вступив в СС (службове посвідчення № 2139) і став ад'ютантом улюбленця А. Гітлера Йозефа Дітріха. Був першим представником колишніх можновладних будинків, хто вступив в СС. З вересня 1930 року по 30 січня 1931 року — групенфюрер для особливих доручень при рейхсфюрері СС. З 30 січня 1931 року керівник ад'ютантури (особистого штабу) рейхсфюрера СС. У 1933 обраний депутатом Рейхстагу від Західного Дюссельдорфа.
Після приходу нацистів до влади був витіснений з найближчого оточення Гіммлера Карлом Вольфом і відряджений в Імперське міністерство закордонних справ. Член Академії німецького права. Брав участь в організації знищення вищого керівництва СА в Мюнхені під час «Ночі довгих ножів».
З 1 січня 1937 був командиром оберабшніта СС «Фульда-Верра» (штаб-квартира — замок Шаумбург). З 6 жовтня 1938 року й до кінця війни був вищим керівником СС і поліції «Фульда-Верра» (Кассель), що охоплювала територію 9-го військового округу. Створив Бюро по германізації східних народів.
У 1944 році віддав наказ помістити кронпринца Баварського у концтабір Бухенвальд, який перебував під його юрисдикцією .
Йозіас був заарештований 13 квітня 1945 року. У 1946 році після смерті батька став главою княжого дому Вальдек-Пірмонт. Був підсудним Бухенвальдського процесу, який проходив з 11 квітня по 14 серпня 1947 року в таборі для інтернованих осіб у колишньому концтаборі Дахау. Суд визнав його персонально відповідальним за злочини в Бухенвальді, оскільки табір був розташований на підвідомчій йому території (незважаючи на той факт, що сам він ніколи не був у Бухенвальді) і засудив до довічного тюремного ув'язнення.
8 червня 1948 року, після поданої апеляції, глава адміністрації американської зони окупації Німеччини генерал Люсіус Клей зменшив термін ув'язнення до 20 років. Відбував ув'язнення в Ландсбергській в'язниці. 1 грудня 1950 року звільнений за станом здоров'я.

## Звання
- Штурмбаннфюрер СС (6 квітня 1930)
- Штандартенфюрер СС (11 травня 1930)
- Оберфюрер СС (15 вересня 1931)
- Группенфюрер СС (15 березня 1932)
- Обергруппенфюрер СС (30 січня 1936)
- Генерал поліції (8 квітня 1941)
- Генерал військ СС (1 липня 1944)

## Нагороди
Отримав численні нагороди, серед яких:
- Орден «За заслуги» (Вальдек) 1-го класу
- Залізний хрест 2-го і 1-го класу
- Хрест Фрідріха
- Галліполійська зірка
- Військовий Хрест Фрідріха-Августа (Ольденбург) 2-го і 1-го класу
- Нагрудний знак «За поранення» в чорному
- Меч Першої світової війни спадкового принца Вальдек-Пірмонтського
- Почесний хрест ветерана війни з мечами (1934)
- Почесний кинджал СС (1936)
- Почесна шпага рейхсфюрера СС
- Почесний кут старих бійців
- Кільце «Мертва голова»
- Медаль «У пам'ять 1 жовтня 1938» із застібкою «Празький град»
- Золотий партійний знак НСДАП (30 січня 1939)
- Медаль «За вислугу років у СС» 3-го (1938) та 4-го (1938) класу (8 років)
- Хрест Воєнних заслуг 2-го і 1-го класу з мечами (1939)
- Застібка до Залізного хреста 2-го і 1-го класу
- Штурмовий піхотний знак у сріблі
- Медаль «За вислугу років у НСДАП» у сріблі (1944) та бронзі (15 років)
- Медаль «За вислугу років у СС» 2-го класу (12 років) (1942)

## Галерея

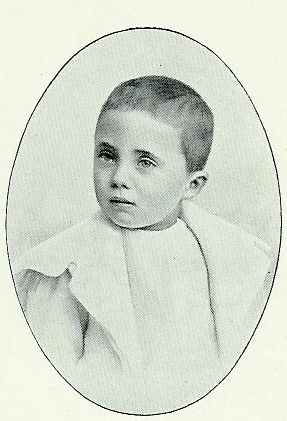
Принц Йозіас у 3 роки
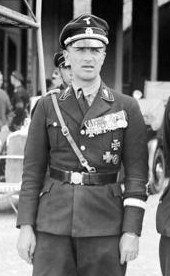
Принц Йозіас у званні штандартенфюрера СС (1930-31).
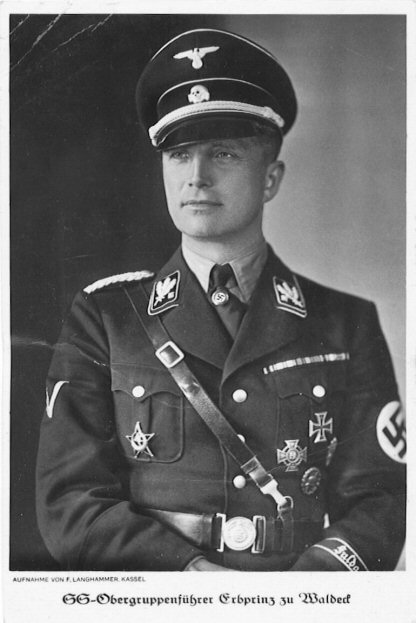
Принц Йозіас Вальдек-Пірмонтський у званні обергруппенфюрера СС (січень 1936 - квітень 1942)
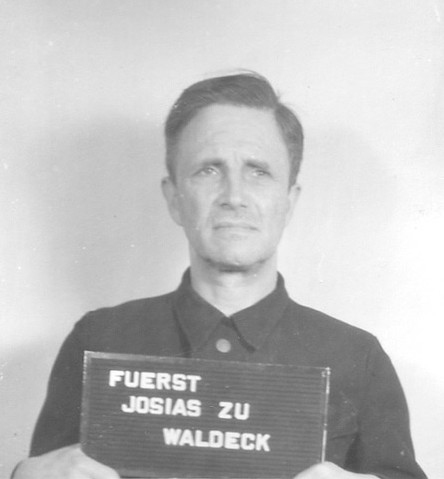
Князь Йозіас в ув'язненні (квітень 1947)
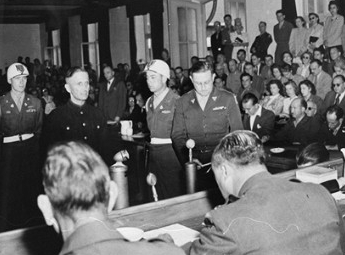
Князь Йозіас в якості підсудного Бухенвальдського процесу (1947)